# X Sagittarii
X Sagittarii (X Sgr / 3 Sagittarii) es una estrella variable cefeida en la constelación de Sagitario cerca del límite con Ofiuco. X Sagittarii, junto con Eta Aquilae y T Monocerotis, es una de las cefeidas consideradas fáciles de encontrar en el cielo nocturno. Aproximadamente un grado al sur de X Sagittarii se puede localizar el centro de la Vía Láctea, Sagitario A.
Situada a 1075 años luz del sistema solar, X Sagittarii es una cefeida clásica cuyo brillo varía entre magnitud aparente +4,24 y +4,84 en un período de 7,013 días. Su variación en brillo va acompañada de un cambio en su tipo espectral desde F5 a G9. Con una temperatura de 5300 K, tiene una luminosidad 3100 veces mayor que la del Sol, siendo su radio unas 66 veces más grande que el radio solar. Su velocidad de rotación proyectada, 24 km/s, da como resultado un período de rotación igual o inferior a 138 días. Tiene una masa 6 o 7 veces mayor que la del Sol, con una edad estimada entre 43 y 65 millones de años.
Es, además, una binaria espectroscópica con un período orbital de 573 días.
Recientes estudios sugieren que el espectro de X Sagittarii puede ser interpretado sobre la base de dos ondas de choque consecutivas por período de pulsación. Hasta ahora se había alegado, tanto desde el punto de vista observacional como del teórico, que debía de haber ondas de choque en las cefeidas clásicas, si bien no habían sido detectadas hasta el momento.